# هارلي يونغ
هارلي يونغ (بالإنجليزية: Harley Young)‏ هو لاعب كرة قاعدة أمريكي، ولد في 28 سبتمبر 1883 في بورتلاند في الولايات المتحدة، وتوفي في 26 مارس 1975 في جاكسونفيل في الولايات المتحدة.

## وصلات خارجية
- هارلي يونغ على موقعبيزبول رفرنس.كوم (الدوري الرئيسي) (الإنجليزية)
- هارلي يونغ على موقعبيزبول رفرنس.كوم (الدوري الثانوي) (الإنجليزية)